# Стефаня (Великопольське воєводство)
Стефаня (пол. Stefania) — село в Польщі, у гміні Владиславув Турецького повіту Великопольського воєводства.
Населення — 114 осіб (2011).
У 1975-1998 роках село належало до Конінського воєводства.

## Демографія
Демографічна структура станом на 31 березня 2011 року:
|          | Загалом | Допрацездатний вік | Працездатний вік | Постпрацездатний вік |
| -------- | ------- | ------------------ | ---------------- | -------------------- |
| Чоловіки | 57      | 17                 | 35               | 5                    |
| Жінки    | 57      | 16                 | 29               | 12                   |
| Разом    | 114     | 33                 | 64               | 17                   |